# Governo Mark Rutte III
O Governo Mark Rutte III  é um governo holandês, formado a partir das eleições gerais de 2017, e liderado por Mark Rutte, do Partido Popular para a Liberdade e Democracia (VVD).
Integra os liberais do Partido Popular para a Liberdade e Democracia (VVD), os conservadores do Apelo Democrata-Cristão (CDA), os democratas-cristãos da União Cristã (CU), e os liberais do Democratas 66 (D66), contando no total com 76 dos 150 lugares da Câmara dos Representantes dos Países Baixos.
As negociações para formar o novo governo levaram 7 meses. O gabinete consiste em 16 ministros inclusive o primeiro ministro Rutte, 4 deles sem pasta, mais 8 secretários de Estado.
O lema do governo é “Confiança no Futuro”.
| Governo                | Primeiro-ministro | Partidos |
| ---------------------- | ----------------- | --- |
| Governo Mark Rutte III | Mark Rutte        | Partido Popular para a Liberdade e Democracia (VVD) Apelo Democrata-Cristão (CDA) União Cristã (CU) Democratas 66 (D66) |